# Bulbul cendrós
El bulbul cendrós (Hemixos flavala) és una espècie d'ocell de la família dels picnonòtids (Pycnonotidae). Es troba a Bangladesh, Cambodja, Bhuthan, Laos, Xina, l'Índia, Myanmar, Nepal, Tailàndia i Vietnam. Els seus hàbitats principals són els boscos tropicals i subtropicals de frondoses humits de les terres baixes i de l'estatge montà, les terres llaurades i les àrees forestals fortament degradades. El seu estat de conservació es considera de risc mínim.